# یکی بود ، یکی نبود (مجموعه تلویزیونی)
یکی بود، یکی نبود، یک مجموعه تلویزیونی ایرانی در ژانر رئال - عروسکی به نویسندگی نیوشا صدر، تهیه کنندگی پرویز امیری و کارگردانی مرضیه منصوری  است. فصل اول این مجموعه با بازی مریم سعادت، حسین رفیعی و رامین ناصرنصیر، در سال 1399 در گروه کودک و نوجوان شبکه قرآن و معارف سیما ساخته شده است.  این مجموعه اولین برنامه نمایشی شبکه قرآن و معارف سیما در ۱۰ سال اخیر است.

## خلاصه داستان
داستان دربارهٔ خواهر و برادری است به نام نوید و ندا که پدربزرگشان نویسنده کتاب کودکان بوده‌است و برای آنها کتابی مفید و آموزنده به نام یکی بود، یکی نبود به جای گذاشته‌است.رحمان پرهام (پدربزرگ نوید و ندا) در این کتاب داستان‌های کودکانه قدیمی را جمع‌آوری کرده‌است و بچه‌ها به واسطه این کتاب وارد دنیای قصه‌ها می‌شوند. نوید و ندا در مسیر این ماجراجویی‌ها درس‌های بسیاری می‌گیرند و نکته‌های فراوانی را در سبک زندگی ایرانی - اسلامی با بهره‌گیری از امثال و حکم قرآنی می‌آموزند.

## تولید و پخش
تولید این مجموعه با رعایت دستور العمل‌های بهداشتی در زمان ولادت علی بن موسی الرضا آغاز شد. ابتدا قرار بود، فصل اول این مجموعه، از نیمه آبان ۱۳۹۹ و با پخش سه قسمت در شب، پخش شود؛ اما در نهایت از ۱ آذر ۱۳۹۹، فصل اول این مجموعه با پخش در هر شب در ساعت ۳۰: ۱۸ و با تکرار در ساعت ۲ بعد از ظهر پخش آن آغاز شد و در ۳ دی به پایان رسید. همچنین، ابتدا قرار بود که این مجموعه به‌طور همزمان از شبکه‌های قرآن و معارف سیما و شبکه دو پخش شود؛ اما در نهایت تنها در شبکه قرآن و معارف سیما پخش شد.

## صداپیشه‌ها
بهادر مالکی در نقش قصه خور
آزاده مویدی فر
فهیمه باروتچی
میثم یوسفی
امیر حسین انصافی

## عروسک گردان‌ها
محمد اعلمی در نقش قصه خور
نگار شهبازی در نقش قصه چی
شیما بخشنده
مرجان نامور
سینا رستگاری

## بازیگران مهمان
| بازیگر          | نقش          | توضیحات                                    |
| --------------- | ------------ | ------------------------------------------ |
| علیرضا چاوش     | چوپان دروغگو | شخصیت اصلی داستان چوپان دروغگو             |
| میثم یوسفی      |              |                                            |
| حسین سیفی       |              |                                            |
| معین سعیدی      |              |                                            |
| شهاب جلالی      |              |                                            |
| هادی نجفی       |              |                                            |
| پوریا رحیم زاده |              |                                            |
| نازی خاتمی      |              |                                            |
| دانیال رضاییان  | دانیال       | خواهر بهار و فامیل دور نوید و ندا          |
| بهار رضاییان    | بهار         | برادر دانیال و فامیل دور نوید و ندا        |
| ترنم کاظمی      | شیما         | دوست ندا                                   |
| آوا محمدزاده    | آوا          | دختر خانم جمالی                            |
| آرشام ابری      | فرهاد        | سلبریتی که نوید تا مدتی از او تقلید می‌کرد. |
| حسین رفیعی      | رحمان پرهام  | نویسنده کودک و نوجوان                      |

## بازیگران
| بازیگر          | نقش             | شخصیت   | توضیحات               |
| --------------- | --------------- | ------- | --------------------- |
| پرهام موحدی     | نوید            | اصلی    | نوه رحمان پرهام       |
| عسل شاکری       | ندا             | اصلی    | نوه رحمان پرهام       |
| مریم سعادت      | مامان جون       | اصلی    | مادر بزرگ نوید و ندا  |
| حسین رفیعی      | عکس رحمان پرهام | اصلی    | نویسنده کودک و نوجوان |
| رامین ناصر نصیر |                 | اصلی    | پستچی شهر قصه         |
| بهشاد مختاری    | غصه خور         | اصلی    | سرباز ارتش تاریکی     |
| حسین رفیعی      | حسین            | دوره ای | پدر نوید و ندا        |
| فهیمه باروتچی   |                 | دوره ای | مادر نوید و ندا       |